# Хван Сок Хо
Хван Сок Хо  (кор. 황 석호, 27 червня 1989) — південнокорейський футболіст, олімпійський медаліст.

## Виступи на Олімпіадах
| Олімпіада   | Дисципліна | Місце |
| ----------- | ---------- | ----- |
| Лондон 2012 | футбол     | 3     |

## Інші досягнення
- Чемпіон Японії: 2012, 2013, 2016
- Володар Суперкубка Японії: 2013, 2014
- Володар Кубка Джей-ліги: 2015
- Володар Кубка Імператора Японії: 2016